# Andreas Tölzer
Andreas Tölzer (ur. 27 stycznia 1980) – niemiecki judoka, brązowy medalista olimpijski, dwukrotny wicemistrz świata, mistrz Europy.
Największym sukcesem zawodnika jest brązowy medal igrzysk olimpijskich w Londynie oraz trzy medale mistrzostw świata (2010, 2011, 2013) w kategorii powyżej 100 kg. W 2006 podczas mistrzostw Europy w Tampere zdobył złoty medal w tej samej kategorii. Startował w Pucharze Świata w latach 2000, 2001, 2003–2008 i 2010.